# 马汉 (索里亚省)
马汉，是西班牙卡斯蒂利亚-莱昂索里亚省的一个市镇。总面积31平方公里，总人口19人（2001年），人口密度1人/平方公里。